# Molenna Zaśnięcia Matki Bożej w Szawlach
Molenna Zaśnięcia Matki Bożej w Szawlach – świątynia staroobrzędowców bezpopowców w Szawlach.
Wspólnota osób wyznania staroobrzędowego istnieje w Szawlach od 1993 i liczy ok. 800 rodzin. W tym samym roku władze miejskie przekazały staroobrzędowcom budynek dawnej stołówki w kompleksie nieużywanych już zabudowań wojskowych. Murowany obiekt został zaadaptowany na potrzeby kultu; wzniesiono w szczególności dwie sygnaturki z krzyżami na cebulastych kopułkach. 28 sierpnia 1995 molenna została poświęcona. 

## Galeria

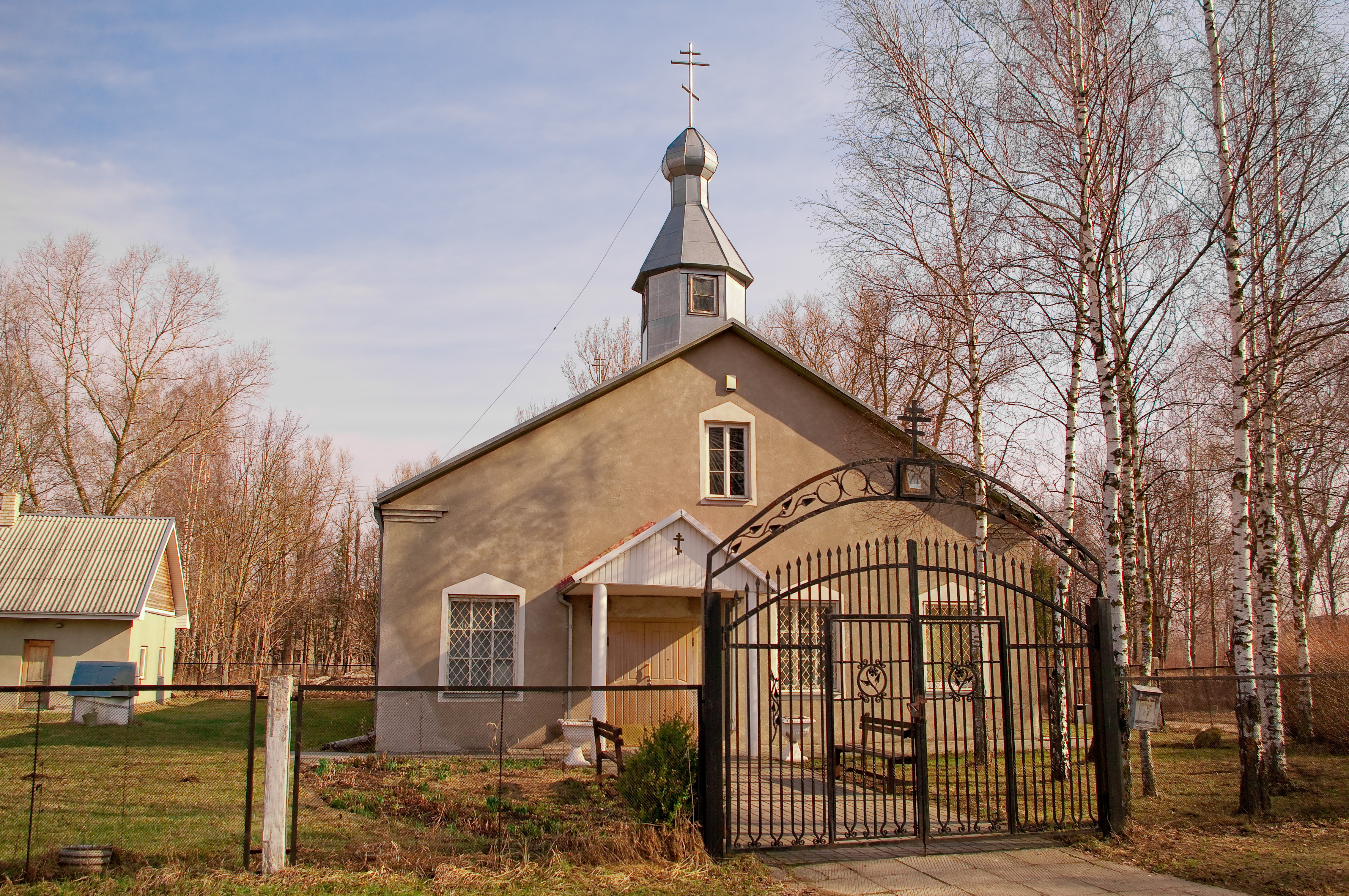
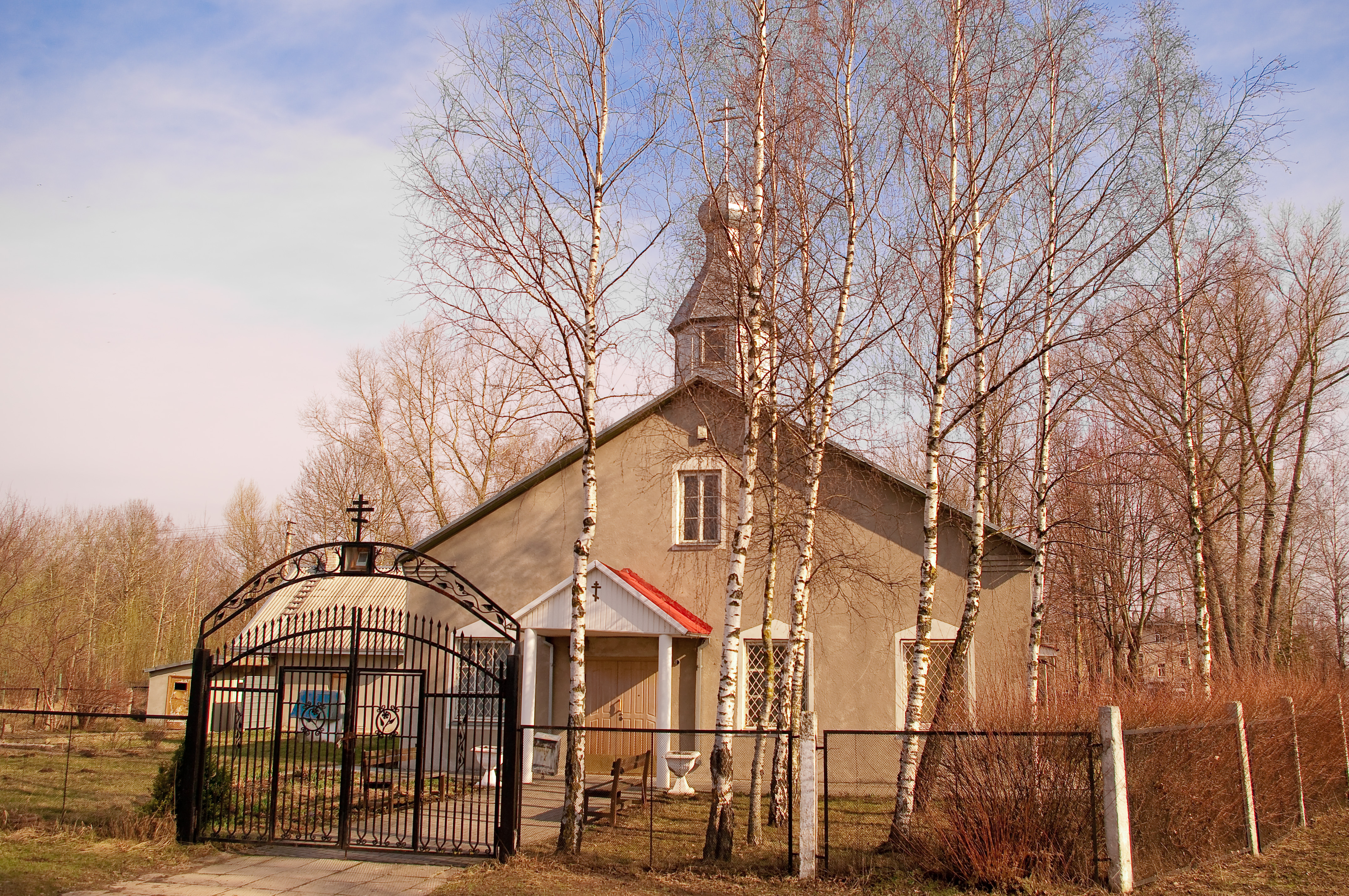
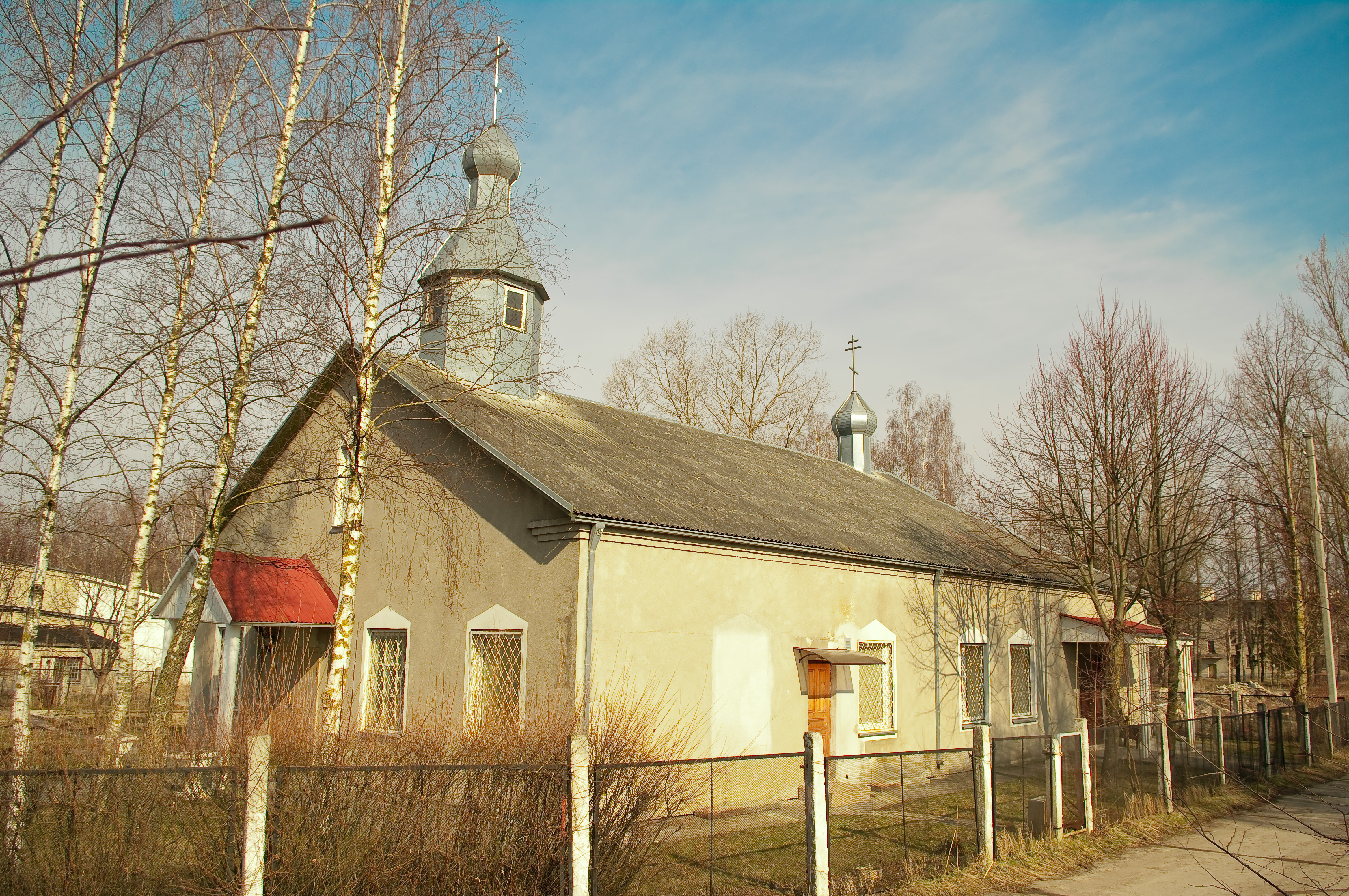
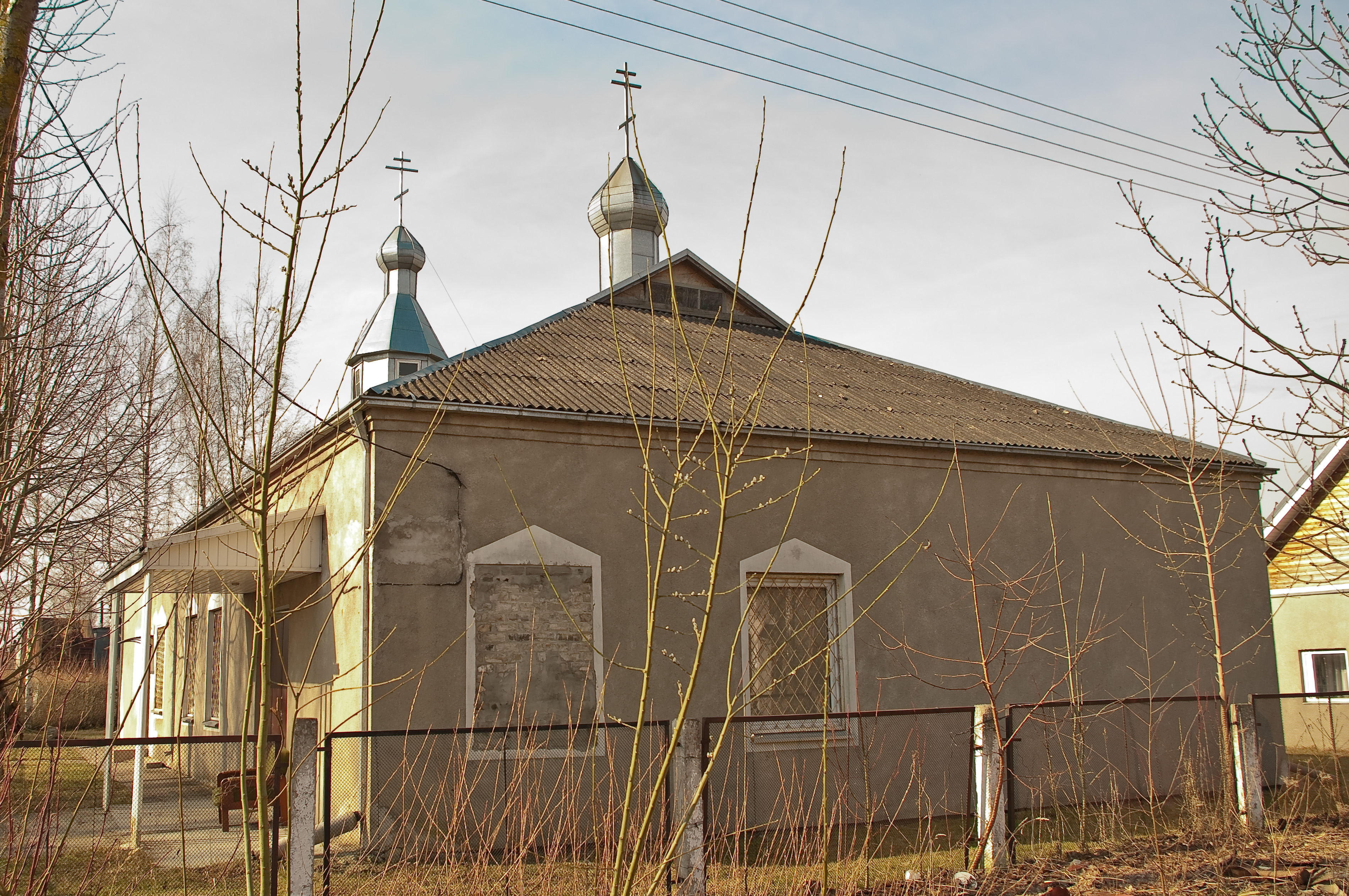